# Andrographis
Andrographis es un género de plantas con flores perteneciente a la familia Acanthaceae. El género tiene 38 especies de hierbas nativas de Asia.

## Taxonomía
El género fue descrito por  Wall. ex Nees y publicado en Plantae Asiaticae Rariores 3: 77, 116. 1832. La especie tipo es: Andrographis paniculata

## Especies seleccionadas
- Andrographis affinbis
- Andrographis alata
- Andrographis atropurpurea
- Andrographis echinoides
- Andrographis paniculata
- Lista completa

## Usos medicinales
Andrographis es utilizado comúnmente en la medicina india como antihepatotóxico, antibiótico, antihepatitis, antitrombogénico y antiinflamatorio. Estudios más recientes parecen demostrar un efecto beneficioso en el tratamiento de la fibrosis pulmonar idiopática.